# Bourg-Bruche
Bourg-Bruche – miejscowość i gmina we Francji, w regionie Grand Est, w departamencie Dolny Ren.
Według danych na rok 1990 gminę zamieszkiwało 325 osób, 22 os./km².